# Mutacija
Mutacije so trajne dedne spremembe genoma, ki jih povzročijo različni dejavniki (mutageni), ki so lahko kemijski (vplivi spojin in elementov, npr. azbest), fizikalni (različna sevanja), biološki (virusi) ... Njihovo bistvo je sprememba zgradbe in količine DNK.
Mutacije so redke in večinoma škodljive, pogosto povzročijo propad mutiranega osebka (mutanta). Obstajajo tudi mutacije, ki so za osebek koristne, zato se ohranijo. V naravi mutacije nastajajo naključno (spontane mutacije), lahko pa jih povzročimo tudi umetno (inducirane mutacije). Inducirana mutacija se od spontane razlikuje le v hitrosti nastanka, kvalitativnih razlik med njima ni.

## Vrste mutacij

### Genske mutacije
Nastanejo zaradi sprememb v zgradbi gena, nukleotidi, ki ga sestavljajo, se lahko zamenjajo, kakšen lahko izpade oz. se vrine v verigo nukleotidov.
- substitucija (zamenjava enega ali nekaj nukleotidov), bralni okvir zazna drug kod, ki lahko kodira drugo aminokislino
- delecija (skrajšanje zaporedja za enega ali nekaj nukleotidov), premik bralnega okvirja
- insercija (podaljšanje zaporedja za enega ali nekaj nukleotidov, ki se vrinejo), premik bralnega okvirja

### Kromosomske mutacije
Te mutacije povzročijo hude posledice v nadaljnjem razvoju organizma, do njih pa največkrat pride med celično delitvijo. Kromosom se lahko pri ločevanju hčerinskih celic pretrga na dveh koncih in izpade srednji del, dela, ki se pa ponovno zlepita, pa posledično tvorita krajši kromosom. Pogosteje pa se del kromosoma prilepi na drug kromosom ali pa se pretrgani kromosomi spojijo v napačnem zaporedju.
- inverzija (del kromosoma se obrne),
- duplikacija (del kromosoma se podvoji),
- delecija (del kromosoma (več milijonov nukleotidov) se izgubi),
- translokacija (recipročna: zamenjava delov dveh nehomolognih kromosomov vzajemno; robertsonova: prvi kromosom se pritrdi na drugega, njun medsebojni odnos je bil pred translokacijo nehomologen)

### Genomske mutacije
Pri teh mutacijah pride do spremembe celotnega genoma, lahko se pomnoži število vseh kromosomov ali pa le nekaterih. Do teh mutacij lahko pride med mejozo v primeru, če se kromosomi ne ločijo in ostane celica diploidna ter se tako ob združitvi s haploidno tvori celica s tremi kompleti kromosomov – triploidna celica. Na enak način nastanejo tudi celice s še več kompleti kromosomov. Ker se število kromosomov pomnožuje z mnogokratnikom osnovnega števila kromosomov, imenujemo ta pojav poliploidija, za te celice je značilno, da so večje od normalnih.

### Enonukleotidni polimorfizmi
Enonukleotidni polimorfizem (ang. Single-Nucleotide Polymorphism, SNP) je variacija zaporedja DNK, ki se pojavi, ko se en sam nukleotid (A, T, C ali G) v genomu razlikuje med osebki iste biološke vrste ali v parih kromosomov posameznika.